# Mary Cappello
Mary Cappello es una escritora y profesora de "escritura inglesa" y "creativa" en la Universidad de Rhode Island. Es la autora de cuatro libros de no ficción, y sus ensayos y prosa experimental han sido publicados en La Revisión de Georgia, Salmagundi y Revista de Gabinete. Su trabajo ha sido presentado en The New York Times, Salon, The Huffington Post, en blogs de autor huésped para Powell Libros, y en seis ocasiones separadas como Ensayo Notable del Año en Ensayos americanos Mejores. Obtuvo una beca 2011 Guggenheim en Artes Creativas/No ficción, recientemente recibió en 2015 el Premio de Berlín de la Academia americana en Berlín, una membresía otorgada a becarios, escritores, compositores, y artistas quiénes representan los estándares más altos de excelencia en sus campos.

## Educación
Cappello nació en Darby, Pensilvania, un suburbio de Filadelfia. Recibió su Ph.D. y un M.A. por la Universidad Estatal de Nueva York, en Búfalo, y su B.A. por la Dickinson Universidad. Cappello ha enseñado en la Universidad de Rhode Island, como Fulbright conferenciante en el Gorky Instituto Literario en Moscú, Rusia y en la Universidad de Rochester.

## Publicaciones y trabajos

### No ficción: libros
- Roturas de vida En: Un Humor Almanack, próximo de Universitario de Prensa de Chicago en 2016.

### Ensayos y prosa experimental
- “Habitaciones de humor,” escogidos como la planta anual Meridel Le Sueur Ensayo, Revisión~de Stone del agua, Caída 2015.
- “Wending Artificio: Creativo Nonfiction y la vuelta de nuestro Siglo," en Maria De Battista and Emily Wittman, eds. The Cambridge Companion to Autobiography. Cambridge University Press, 2014: 237-252. ISBN 9781107609181., eds. Maria De Battista and Emily Wittman, eds. The Cambridge Companion to Autobiography. Cambridge University Press, 2014: 237-252. ISBN 9781107609181. Maria De Battista and Emily Wittman, eds. The Cambridge Companion to Autobiography. Cambridge University Press, 2014: 237-252. ISBN 9781107609181.
- “Contacto,” en Jacqueline Stacey and Janet Wolff, eds. (2013). Writing Otherwise: Experiments in Cultural Criticism. University of Manchester Press, 2013: 34-44. ISBN 978-0-7190-8942-8., eds. Jacqueline Stacey and Janet Wolff, eds. (2013). Writing Otherwise: Experiments in Cultural Criticism. University of Manchester Press, 2013: 34-44. ISBN 978-0-7190-8942-8. Jacqueline Stacey and Janet Wolff, eds. (2013). Writing Otherwise: Experiments in Cultural Criticism. University of Manchester Press, 2013: 34-44. ISBN 978-0-7190-8942-8.
- “Mi Secreto, Privado Errand (Un Ensayo encima Amor y Robo),” Salmagundi, Caída 2013-invierno 2014, nos. 180-181: 135-183.
- “Objetivo correlatives: un trialogue encima amor,” Hotel Amerika, volumen 8, núm. 2, primavera 2010, 7-15.
- “Perdiendo Consciencia a un Arte Perdido,” Revisión trimestral de Míchigan, primavera 2007, 329-338.
- "Los Árboles son Aflame" de Mi Commie Sweetheart: Escenas de un Queer Amistad, 2004.

### Ensayos y prosa experimental en línea
- “Cortejando el Extraño: El que cambia Nunca Queerness de Creativo Nonfiction" una serie de ensayos, textos de sonido y rendimientos en creativos nonfiction como queer género, Ciudad de Vaso de la Escoria, diciembre 2014.
- "Flujo," un ensayo lírico para Doblar Género: Hacia una Teoría de Creativo Nonfiction, abril de 2013.
- "Voluptuously, Expansively, Históricamente, Contradictorily: Essaying la Entrevista" con David Lazar para El Conversant: Proyectos de Entrevista, Poesías de Charla, Investigación Encarnada, noviembre de 2013.
- "Ensayo lírico cuando Perversión: Channeling Djuna Barnes," TriQuarterly, septiembre de 2014.
- "Placeres desconcertandos; o, El Misterioso Unknowability de la Mente: Una Conversación con Mary Cappello y Christine Montross", para Bellevue Serie de Conversación de Prensa Literaria entre doctores y artistas, 23 de mayo de 2014.

## Premios y reconocimientos
- Premio de Berlín, Academia americana en Berlín, Camaradería Individual, 2015.[13]
- La Universidad de Fundación de Rhode Island Premio de Excelencia Erudita, 2015.[14] Nominado en 2014, 2013.
- John Simon Guggenheim Camaradería de Fundación Conmemorativa en Artes Creativas/Nonfiction.[11]
- GAMMA Premio para Característica Mejor de La Asociación de Revista del Al sureste para "Conseguir el Noticioso: Un Firmante entre Señales," La Revisión de Georgia, volumen 63, número 2, verano 2009.[15]
- Profesor con el Premio de Año, Universidad de Rochester.[16]
- Bechtel Premio para Educador la Imaginación de los Profesores y Escritores Collaborative, NYC para el ensayo, "Puede Escritura Creativa Ser Enseñado?"[17]
- Dorothea Lange –Premio de Taylor del Paul, con fotógrafo Paola Ferrario, Centro para Estudios Documentales, Universidad de Duque, para "Pane Amaro/Pan Amargo: La Lucha de Inmigrantes Nuevos a Italia," 2001.[18]
- Fulbright membresía, Maxim Gorky Instituto de Literatura, Moscú, Rusia, 2001.[19]